# 康平天主堂
康平天主堂，是一所位于辽宁省沈阳市康平县的天主教教堂。目前，康平天主堂被列为辽宁省文物保护单位。

## 简介
康平天主堂始建于1883年，落成于1891年，由加拿大司铎传教士高贵荣、高鹏远主持筹资所建。1940年以后，康平天主堂在教堂西侧单设了修女院及养老所，东侧设小学一个班，收有学生25人，孤老16人。1941年12月太平洋战争爆发后，教堂宗教人员被拘，宗教活动冷落。1948年辽沈战役后，宗教活动全部停止，教堂建筑先后被康平县委、医院、学校占用。1989年9月，教堂归还给了教会，教堂被用于宗教活动，发展教徒。教堂总占地面积为3483平方米，大圣堂建筑面积252平方米。教堂设有神甫居室一座，砖平房14间，信徒500余人。2013年6月17日，康平天主堂被列为第四批沈阳市文物保护单位。2014年10月17日，康平天主堂被列为第九批辽宁省文物保护单位。